# Dub letní
Dub letní (Quercus robur L.), česky též křemelák, je mohutný listnatý strom z čeledi bukovitých. Přirozeně se vyskytuje v Evropě a Malé Asii, na Kavkaze a v některých lokalitách severní Afriky. Roste od nížin do podhůří, kde může vytvářet doubravy nebo růst jako solitéra. Roste-li v lese, snadno ztrácí spodní větve.

## Popis

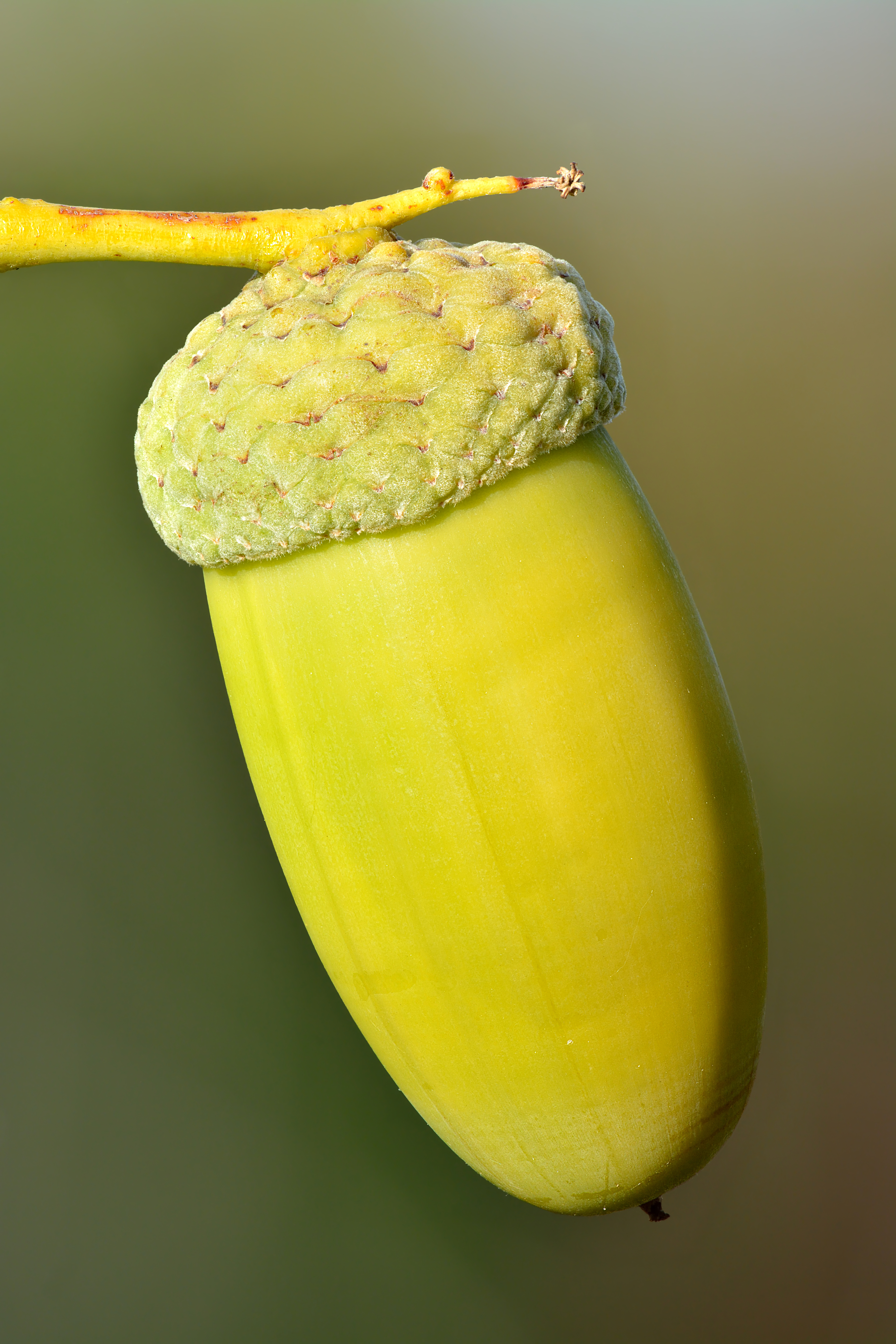
Žalud

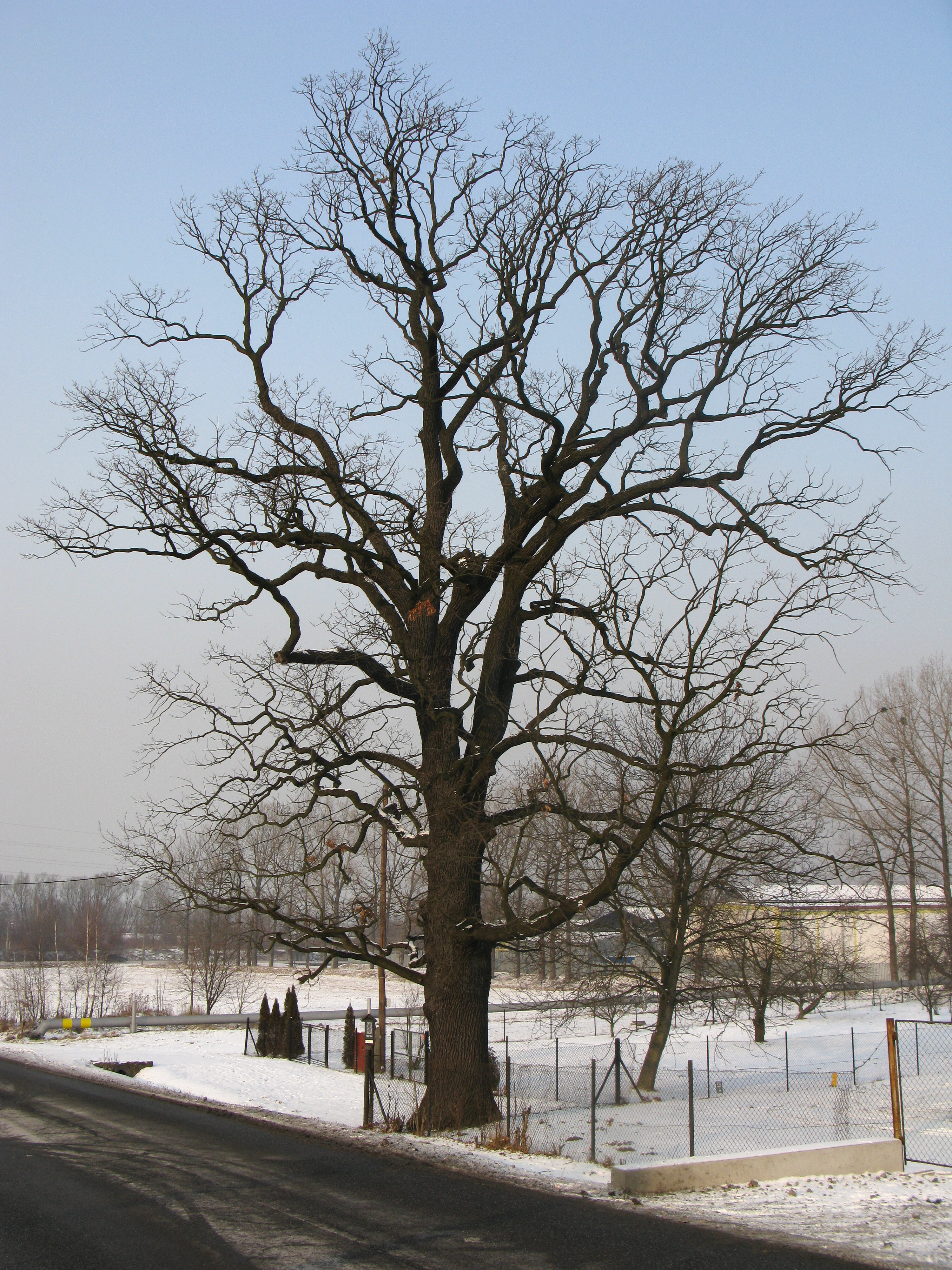
Vzhled stromu v zimě

Koruna je mohutná, nepravidelná a mohutně rozložitá, protáhlá směrem nahoru. Borka tmavošedá, hrubě rozpukaná. Listy obvejčité, nepravidelně peřenolaločnaté, na bázi srdčitě ouškaté. Občas trpí padlím.
Dub letní kvete v dubnu až květnu. Květy jsou jednopohlavné, samčí květenství má charakter jehněd na loňských větévkách, samičí jehnědy rostou na letorostech.
Plodem je žalud (jednosemenná nažka) sedící v číšce. Stopka je 3–7 cm dlouhá.
Dub letní dorůstá výšky až 45 metrů. Roste v téměř jakémkoli typu půdy včetně písčité, daří se mu i na vlhkých hlinitých půdách. Má hluboké kořeny, které mohou tvořit spojení se spodní vodou, proto bývá častěji zasažen bleskem než jiné stromy. Je mimořádně odolný proti větru. Lépe snáší střídání podnebí než dub zimní.
Dub letní roste velmi pomalu, zralého věku dosahuje až ve 100 letech, zato je ale dlouhověký, může se dožít i 2000 let. Za nejstarší žijící dub České republiky je považovaný Žižkův dub v Náměšti, jehož věk dendrochronologická metoda určila na více než 1000 let. S obvodem kmene 1010 cm je zároveň i našim nejmohutnějším žijícím dubem letním. Z odumřelých stromů ho o 30 cm překonává Goethův dub, který stojí v Krásném Dvoře. Maximální zaznamenané výšky v Čechách – 57 metrů – dosáhl dub u Mostu poražený roku 1905. Tato výška je ale značně netypická, obvyklé je rozpětí 30-35 metrů.

## Synonyma
- Quercus pedunculata Ehrhart, 1790 ex Hoffmann, 1791

## Využití

### Lékařství
Kůra dubu letního se využívá k léčení různých kožních onemocnění a vyrážek, nicméně častěji se používá kůra z příbuzného dubu zimního, která má být účinnější. Nejúčinnější je čerstvá kůra mladých stromů, rozpukaná borka starého stromu je považována za bezcennou, stejně jako kůra delší dobu skladovaná.

### Symbolika
Dub byl odjakživa symbolem síly, dlouhověkosti a odolnosti a jako takový získal výsadní postavení zejména v germánské mytologii, kde byl zasvěcen bohu blesku, Thórovi. Je považován za německý národní strom a symbol německého národa. Vyšší třídy některých německých vyznamenání se od svých nižších variant odlišují přidáním dubových ratolestí (viz Železný kříž, ve vyšší variantě Železný kříž s dubovou ratolestí, meči a brilianty ).
Dubové listy jsou též mnohde znakem lesníků.

### Okrasná a krajinotvorná funkce
Dub je vcelku oblíbený strom pro svou mohutnost, stáří, kterého může dosáhnout, a vlastnosti, se kterými je spojován. Často ho lze nalézt v alejích a mezi památnými stromy. Bývá vysazován tam, kde je třeba zpevnit půdu, např. na hrázi rybníka.

### Dřevo

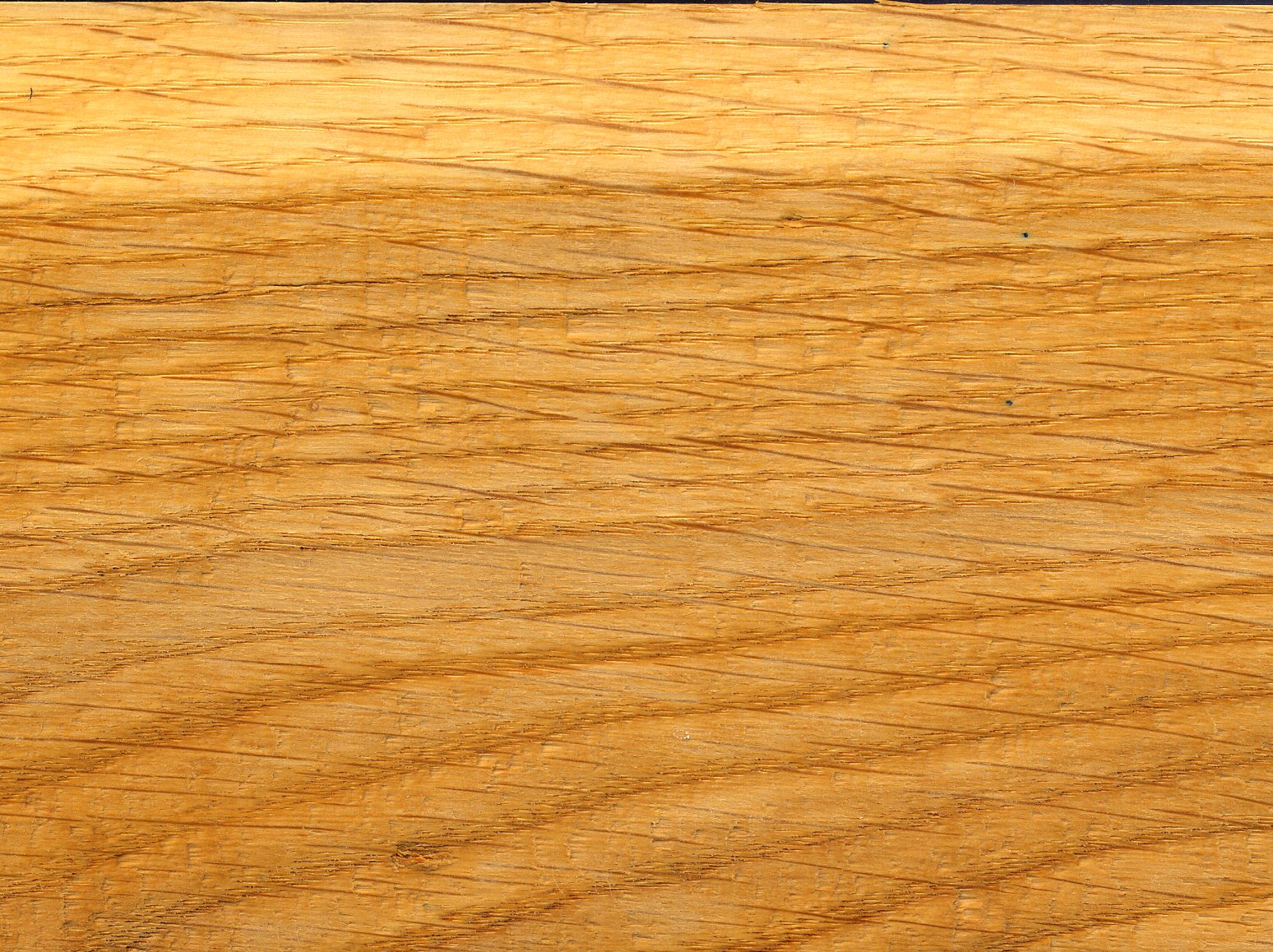
dřevo dubu letního

Dřevo dubu letního je tvrdé, pevné, těžké a vyznačuje se vysokou trvanlivostí. Z původních dřevin nejlépe snáší změny vlhkosti a vlivy počasí, při dlouhodobém ponoření pod vodou zkamení, je odolné vůči škůdcům. Používá se k výrobě konstrukcí, obkladů, parket, panelů, sudů (především na víno a pivo), pražců, v námořním průmyslu a v dřívějších dobách i k výrobě hamrů, mlýnských kol, pilotů a trvanlivého nábytku. Ze sloupnuté kůry se získávalo tříslo pro koželužství
Dub někdy bývá označován jako naše nejtvrdší dřevo, ale jde o omyl. Dub je sice tvrdý a vyniká trvanlivostí, ale nejtvrdší dřevo z domácích stromů poskytuje habr (jehož charakter vystihuje anglický název ironwood), přičemž extrémně tvrdé jsou ještě pomalu rostoucí keře a stromy jako zimolez, zimostráz, jeřáb břek, muk a oskeruše, babyka a tis.
Dub je vyhledávaným palivovým dřevem, díky vysoké hustotě hoří pomalu a má vysokou výhřevnost. Ta činí 2100 kWh na prostorový metr, to je 4.2 kW/kg. Pokud byl nedostatek dřeva na uzení, používal se i dub obvykle v kombinaci s olší nebo jinou vhodnější dřevinou.

## Dub letní vs. dub zimní
Dubu letnímu se velice podobá rovněž v Česku se vyskytující dub zimní. Oba stromy se mohou i křížit a výsledné hybridy mohou jejich rysy různě kombinovat, navíc některé rozpoznávací znaky jsou proměnlivé i v rámci čistých druhů. Jejich rozeznávání je z tohoto důvodu značně komplikované.
Rozpoznávací znaky:
- Nejspolehlivějším poznávacím znakem je délka řapíku. Dub letní má oproti dubu zimnímu podstatně kratší řapík.
- stopka, na níž visí číška žaludu – u dubu letního je dlouhá (3–7 cm), u dubu zimního je zakrnělá či velmi krátká (do 1,5 cm)
- báze listů: „ideální“ dub letní má listy na bázi srdčitě ouškaté (tzv. „krátké kalhoty“), dub zimní sbíhavé (tzv. „dlouhé kalhoty“). To je znak nejznámější, avšak značně nespolehlivý.

## Památné a významné duby letní

### Stromy
K nejstarším žijícím dubům letním v Česku patří: Žižkův dub v Náměšti (900-1100 let), Císařský dub (~1000 let), Körnerův dub (700-1500 let), Svatováclavský dub (700-1100 let), Oldřichův dub (600-1100 let), Žižkův dub v Podhradí (600-800 let) a Petrohradský dub (400-900 let). Odhady věku se zpravidla velmi různí, u stromů s pověstí (Körnerův, Svatováclavský a Oldřichův dub) bývají obvykle vyšší odhady věku nadsazené. Lomanské duby (500-700 let).
Obvodem kmene nejmohutnější žijící duby letní: Žižkův dub v Náměšti (1020 cm, 2009), Žižkův dub v Podhradí (923 cm, 2009), Petrohradský dub (918 cm, 2009), Dub za Velkou Houkvicí (893 cm, 2001), Körnerův dub (888 cm, 2010), Veledub (851 cm, 2007) a Svatováclavský dub (850 cm, 2010).
Mnohé duby letní, které dosahovaly podobných i vyšších rozměrů a věku, již zanikly, nebo se jejich rozměry vlivem poškození snížily. V 90. letech 20. století odumřel Goethův dub o obvodu 1040 cm (2002) a odhadovaném stáří 1000 let. Věk 1000-1500 let byl přisuzován i Oseckému dubu, ze kterého již zbyla jen část dávno mrtvého torza. Stále živý, ale bez velké části kmene o původním obvodu 1236 – 1600 cm je Císařský dub v Žehušické oboře.
- ostatní památné duby letní

### Aleje
- Borská alej
- Dubová alej pod Broumovem
- Kilometrovka
- Muckovská alej